# Air Djibouti (2015)
Air Djibouti ist eine in Dschibuti ansässige virtuelle Fluggesellschaft. Sie besitzt (noch) kein eigenes Air Operator Certificate und lässt ihren Flugbetrieb durch andere Unternehmen im Wetlease ausführen. Seit August 2016 ist Air Djibouti, die zunächst nur Frachtflüge anbot, auch im Passagierflugverkehr tätig. Sie ist die vierte Fluggesellschaft, die diesen Namen trägt. 

## Geschichte
Air Djibouti wurde im Februar 2015 als Staatsunternehmen gegründet. Hauptanteilseigner ist mit 70 Prozent die staatliche Djibouti Ports and Free Zones Authority, die restlichen 30 Prozent werden von der ebenfalls staatlichen Betreibergesellschaft des Aéroport International de Djibouti (ADI) gehalten. Im Mai 2015 beauftragte die Gesellschaft das britische Unternehmen Cardiff Aviation mit der logistischen Planung zur Aufnahme und zur Durchführung des operativen Betriebs. Eigentümer von Cardiff Aviation ist Bruce Dickinson, Sängers der Heavy-Metal-Band Iron Maiden, der bis 2011 auch als Berufspilot für die britische Charterfluggesellschaft Astraeus Airlines tätig war.
Cardiff Aviation bietet ihren Kunden ein entsprechendes Geschäftsmodell zum Betrieb einer virtuellen Fluggesellschaft unter der Bezeichnung „Airline in a Box“ an.
Air Djibouti nahm den Flugbetrieb am 3. August 2015 mit einer von der kenianischen Astral Aviation geleasten Fokker F-27 (Kennzeichen: 5Y-JUU) auf. Der erste Flug erfolgte von Dschibuti über Hargeisa nach Mogadischu (Somalia). Die Republik Dschibuti überstellte im September 2015 eine Boeing 767-200ER an das Staatsunternehmen. Die zuvor als Regierungsflugzeug genutzte Maschine wurde im selben Jahr nach Bournemouth (Großbritannien) überführt, um dort für den Passagierflugbetrieb umgerüstet zu werden. Die Maschine kam bislang aber noch nicht zum Einsatz. Die ursprüngliche Planung, bis zum Jahresende 2015 insgesamt fünf Flugzeuge im Frachtverkehr sowie auf Passagierflügen nach London, Dubai und Mumbai zu betreiben, wurde nicht realisiert. Im Sommer 2016 bot Air Djibouti mit der geleasten Fokker F-27 Frachtcharterflüge zu etwa fünfzehn Zielorten in Afrika sowie zum Flughafen Dubai-World Central an.
Der Passagierflugbetrieb wurde am 15. August 2016 mit einer von VVB Aviation Malta betriebenen Boeing 737-400 von Dschibuti nach Addis Abeba und Dire Dawa in Äthiopien aufgenommen. An dem maltesischen Unternehmen ist die britische Cardiff Aviation zu 50 Prozent beteiligt. Ende Oktober 2016 mietete Air Djibouti zusätzlich eine BAe 146-300 der südafrikanischen Fair Aviation und ersetzte mit dieser die zuvor genutzte Fokker F-27. Anfang Dezember 2016 kündigte die Gesellschaft an, im Frachtflugbereich mit Azerbaijan Airlines kooperieren zu wollen.
Cardiff Aviation beendete im November 2017 die Zusammenarbeit mit dem Unternehmen. Zuvor wurde bekannt, dass Air Djibouti und Ethiopian Airlines eine Partnerschaft anstreben.

## Flotte
Im November 2017 setzte Air Djibouti eine BAe 146-300 (ZS-SOR) der südafrikanischen Fair Aviation und eine Boeing 727-200F (5Y-GMA) der kenianischen Safe Air ein. 
Zuvor betrieb Air Djibouti von August 2015 bis Oktober 2016 eine geleaste Fokker F-27 auf Frachtflügen sowie von August 2016 bis August 2017 eine geleaste Boeing 737-400 auf Passagierflügen.
Eine von der Regierung Dschibutis an die Gesellschaft überstellte Boeing 767-200 wird derzeit, nach längerer Einlagerung in Bournemouth, am Stammsitz der Cardiff Aviation auf dem RAF-Stützpunkt St. Athan für den zivilen Betrieb umgerüstet. Das Auslieferungsdatum wurde bislang nicht genannt.
Im Juni 2022 besteht die Flotte aus zwei Embraer ERJ-145 und einer Boeing 737-500.